# Untermaßfeld
Untermaßfeld – miejscowość i gmina w Niemczech, w kraju związkowym Turyngia, w powiecie Schmalkalden-Meiningen. Leży ok. 4 km na południe od Meiningen, nad rzeką Werra.
Niektóre zadania gminy administracyjne realizowane są przez miasto Meiningen, które pełni rolę "gminy realizującej" (niem. "erfüllende Gemeinde").